# Сёйланн, Олаф
О́лаф Сёйланн (норв. Olaf Søyland; 28 июля 1952, Флеккефьорд) — норвежский гребец-байдарочник, выступал за сборную Норвегии во второй половине 1970-х годов. Участник летних Олимпийских игр в Монреале, двукратный чемпион мира, победитель многих регат национального и международного значения. Также известен как тренер по гребле на байдарках и каноэ.

## Биография
Олаф Сёйланн родился 28 июля 1952 года в коммуне Флеккефьорд губернии Вест-Агдер. Активно заниматься греблей начал с раннего детства, проходил подготовку в местном одноимённом каноэ-клубе «Флеккефьорд».
Первого серьёзного успеха на взрослом международном уровне добился в 1975 году, когда попал в основной состав норвежской национальной сборной и побывал на чемпионате мира в югославском Белграде, откуда привёз награду золотого достоинства, одержав победу в зачёте четырёхместных байдарок на дистанции 10000 метров. Благодаря череде удачных выступлений удостоился права защищать честь страны на летних Олимпийских играх 1976 года в Монреале — в километровой дисциплине байдарок-четвёрок дошёл до финальной стадии, но в решающем заезде финишировал лишь шестым.
После Олимпиады Сёйланн остался в основном составе гребной команды Норвении и продолжил принимать участие в крупнейших международных регатах. Так, в 1978 году он выступил на чемпионате мира в Белграде и выиграл серебряную медаль в двойках на тысяче метрах. Год спустя на мировом первенстве в немецком Дуйсбурге вместе с напарником Эйнаром Расмуссеном завоевал золото в двойках на километровой дистанции, став таким образом двукратным чемпионом мира. Рассматривался как основной кандидат на участие в Олимпийских играх 1980 года в Москве, однако Норвегия по политическим причинам бойкотировала эти соревнования, запретив своим атлетам участвовать в них. Вскоре Олаф Сёйланн принял решение завершить карьеру профессионального спортсмена, уступив место в сборной молодым норвежским гребцам.
Впоследствии успешно работал тренером по гребле на байдарках и каноэ, в частности один из его учеников, Эйрик Верос Ларсен, пять раз выигрывал чемпионаты мира и дважды становился олимпийским чемпионом. Покинув спорт, занялся семейным бизнесом в своём родном городке Флеккефьорде. Женат, есть двое детей.